# Krusze (gromada)
Krusze – dawna gromada, czyli najmniejsza jednostka podziału terytorialnego Polskiej Rzeczypospolitej Ludowej w latach 1954–1972.
Gromady, z gromadzkimi radami narodowymi (GRN) jako organami władzy najniższego stopnia na wsi, funkcjonowały od reformy reorganizującej administrację wiejską przeprowadzonej jesienią 1954 do momentu ich zniesienia z dniem 1 stycznia 1973, tym samym wypierając organizację gminną w latach 1954–1972.
Gromadę Krusze z siedzibą GRN w Kruszu utworzono – jako jedną z 8759 gromad na obszarze Polski – w powiecie wołomińskim w woj. warszawskim, na mocy uchwały nr VI/10/23/54 WRN w Warszawie z dnia 5 października 1954. W skład jednostki wszedł obszar dotychczasowej gromady Krusze ze zniesionej gminy Klembów, obszar dotychczasowej gromady Kozły ze zniesionej gminy Tłuszcz oraz obszary dotychczasowych gromad Chruściele, Karolew i Zaścienie ze zniesionej gminy Dąbrówka w tymże powiecie. Dla gromady ustalono 15 członków gromadzkiej rady narodowej.
31 grudnia 1959 do gromady Krusze przyłączono obszar zniesionej gromady Wola Rasztowska w tymże powiecie (bez wsi Emilianów).
Gromada przetrwała do końca 1972 roku, czyli do kolejnej reformy gminnej.